# Ca’ Pesaro
Ca’ Pesaro ist ein von zwei Museen genutzter barocker Stadtpalast des 17. Jahrhunderts in der oberitalienischen Stadt Venedig.

## Lage
Der Ca’ Pesaro liegt im Stadtteil (sestiere) Santa Croce an der Einmündung des Rio delle Due Torri in den Canal Grande.

## Geschichte
Der immens reiche Doge Giovanni Pesaro (reg. 1658/59) hatte seine Familie per Testament verpflichtet, den von Baldassare Longhena begonnenen Palast fertig zu bauen. Für dieses Projekt wurden 12.000 Dukaten zur Verfügung gestellt. Das massige Bauwerk liegt an einer Stelle, an der die Familie Pesaro drei Häuser besaß. Nach dem Tod des Dogen im Jahr 1659 hatte die Gestaltung seines Grabmals in der Frarikirche für zehn Jahre Vorrang, und erst dem Neffen, dem Prokurator Leonardo Pesaro, gelang es, Longhena wieder an die Arbeit an dem Palast zurückzubringen. Im Jahr 1673 wurde die Fassade begonnen und drei Jahre später begann man mit den Prunkräumen im Piano Nobile. Bereits im Jahr 1682 starb Longhena, und das Bauwerk wurde von seinem Schüler Antonio Gaspari im Jahr 1710 vollendet, wobei die ursprünglichen Pläne eingehalten wurden.
Der Palast ging dann in den Besitz der Familie Gradenico, anschließend in den der Mechitaristen über. Schließlich wurde das Gebäude von der Familie Bevilacqua erworben. Felicita Bevilacqua vermachte den Palast 1899 der Gemeinde Venedig mit der Auflage, dort Arbeits- und Ausstellungsmöglichkeiten für junge Künstler der Avantgarde einzurichten. Das Museum wurde am 18. Mai 1902 durch die Stadtgemeinde Venezia eröffnet.

## Beschreibung
Der Marmorpalast ragt etwas in den Canal Grande hinein. Bemerkenswert ist die wertvoll ausgeführte, geschwungene Seitenfassade zum Rio delle Du Torri. An der mit Säulen gegliederten Fassade kann man die traditionelle vertikale Dreiteilung älterer Paläste kaum mehr erkennen. Die Fassade ist mit reichen Dekorationen  wie Reliefs und Groteskenmasken geschmückt. Sie lässt die prächtige Innenausstattung erahnen, von der heute fast nichts mehr erhalten ist. Erhalten sind Fresken von Giovanni Battista Pittoni (einschließlich La Giustizia e la pace con Giove e Minerva und Giove protegge la Giustizia, La pace e la scienza) und von Giovanni Battista Tiepolo.

## Museen und Bibliothek

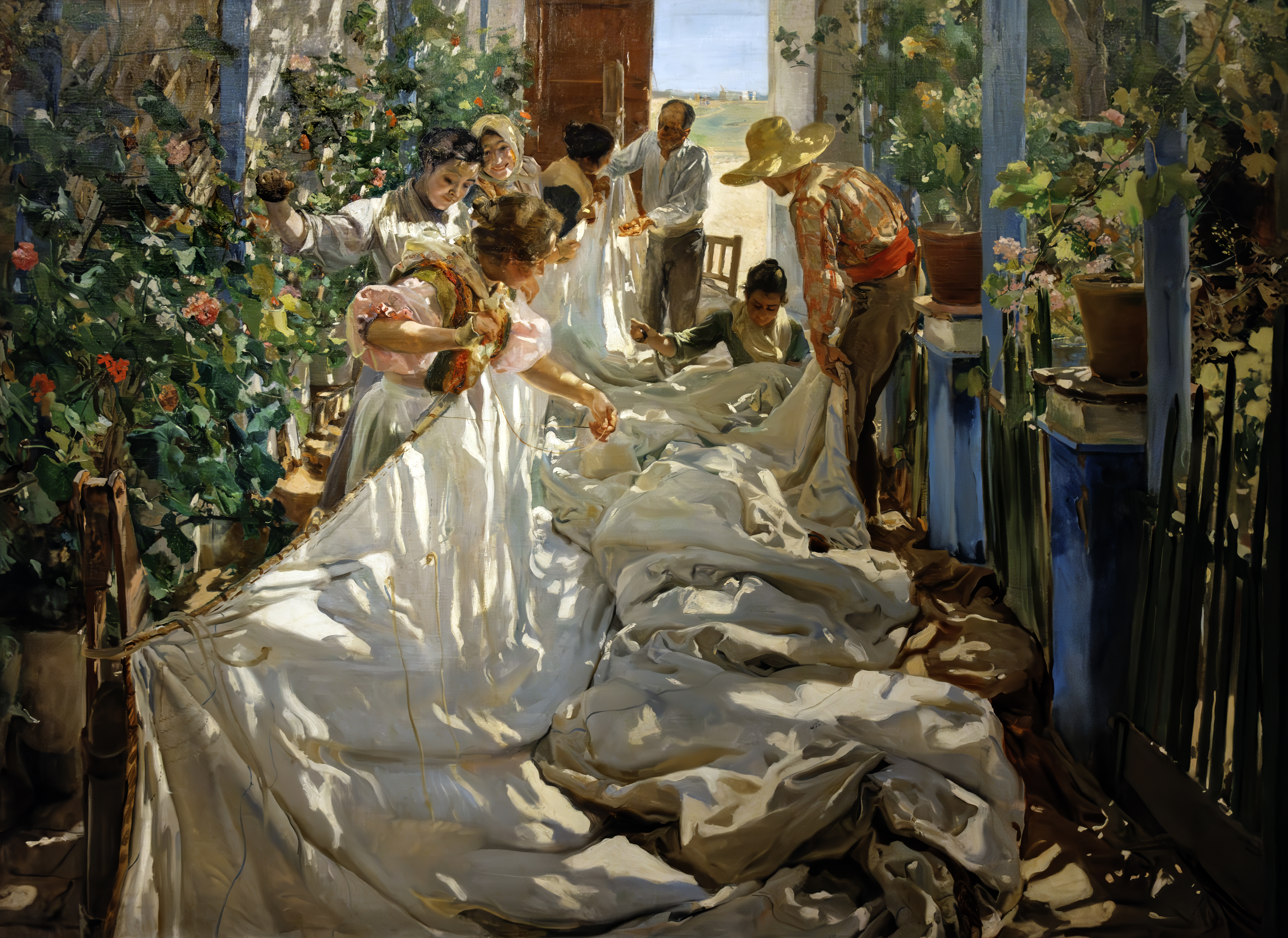
Joaquin Sorolla – Das Nähen des Segels (1896)

Die Galleria Internazionale d'Arte Moderna („Internationale Galerie für moderne Kunst“) im Palazzo Ca’ Pesaro ist im ersten Stock untergebracht, dem Piano Nobile. Dort sind unter anderem Werke von Gustav Klimt, Pierre Bonnard, Marc Chagall, Wassily Kandinsky, Paul Klee, Georges Rouault, Henri Matisse, Henry Moore, Giorgio Morandi, Di Chirico und Umberto Boccioni zu finden. Es werden Grafiken und Plastiken gezeigt, die auf der Biennale Preise gewonnen haben und von der Stadt angekauft wurden.

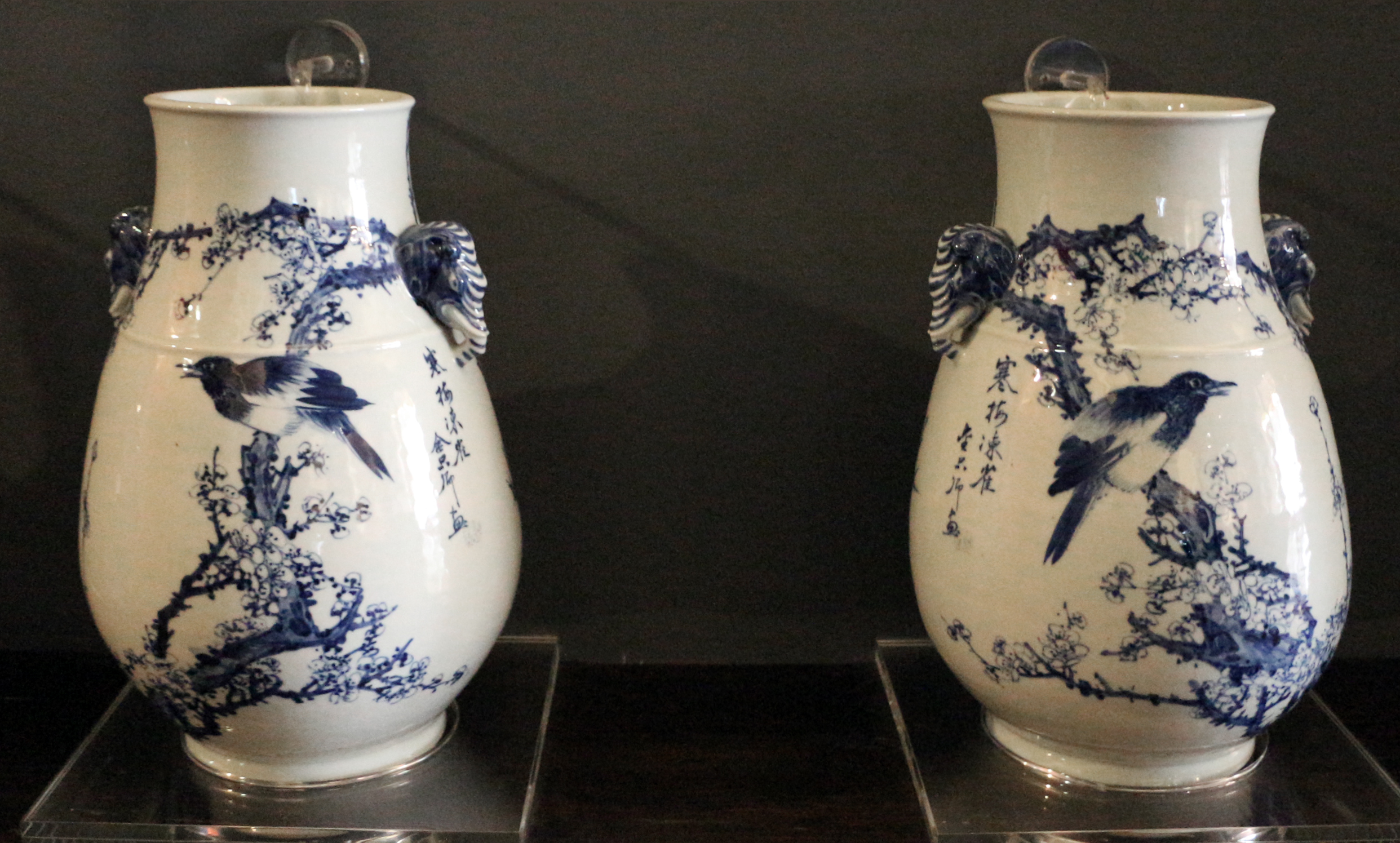
Chinesisches Porzellan (um 1800)

Im zweiten Stock ist ein weiteres Museum untergebracht, das Museo d’Arte Orientale (deutsch: Museum für orientalische Kunst). Es beheimatet rund 30.000 Objekte, die aus Japan (Waffenkammer, Inrō, Netsuke, Werke von Koryūsai, Harunobu, Hokusai etc.), China und Indonesien stammen. Die Sammlung wurde von Prinz Heinrich von Bourbon-Parma während eines Aufenthalts in Asien zusammengestellt und ging am Ende des 19. Jahrhunderts in den Besitz des italienischen Staates über.
Die Bibliothek der Ca’ Pesaro wurde 2002 eröffnet.